# Kafarakab

Kafarakab (arabe : كفرعقاب) (aussi écrit parfois Kfarakab ou Kfar Akab et prononcé "Kfara-ab" en arabe) est le nom d'un village du caza du metn qui offre une vue panoramique exceptionnelle, dans le mont-Liban. En arabe, ce nom veut dire Maison (Kfar: كفر) des faucons (Akab: عقاب). C'est le village natal de la famille Maalouf[Qui ?].

## Galerie

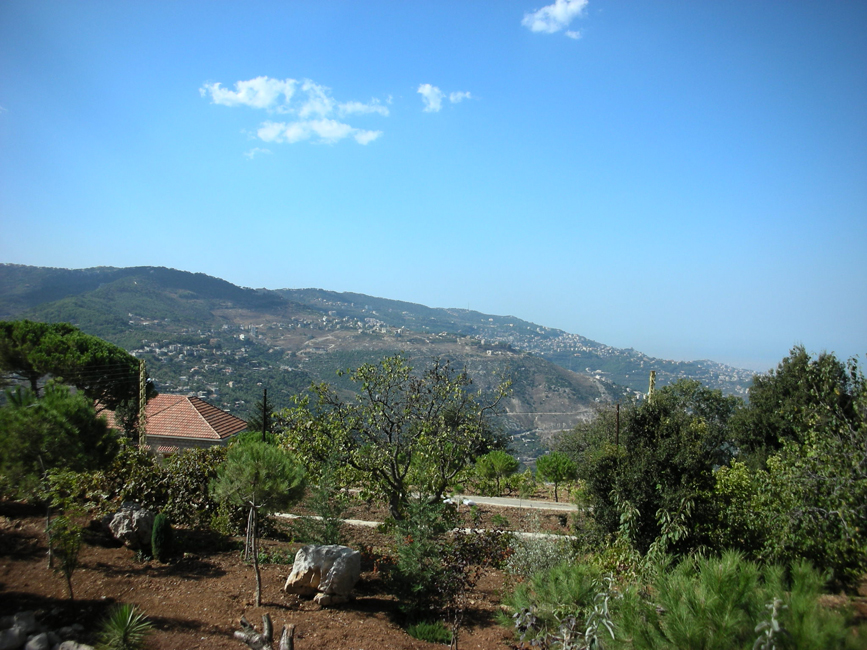